# Acte per a la Immaculada Concepció de Maria
Acte per a la Immaculada Concepció de Maria és una peça dramàtica anònima de la segona meitat del segle XVII de caràcter al·legòric sobre la Immaculada Concepció de la Mare de Déu.
És una peça teatral que s'ha d'incloure en el model de l'acte marià, que són obres de teatre relacionades amb Maria, Mare de Déu. L'historiador Albert Rossich la situa en el context de les obres dels certàmens poètics en honor de la Immaculada, normalment plurilingües, dels quals se n'han conservat alguns textos i que es duien a terme després que el papa el 1662 enfasitzés el valor piadós de les celebracions d'origen popular al voltant de la Immaculada Concepció. Des del punt de vista formal és una peça molt emparentada amb els actes sacramentals. De fet, és l'única mostra conservada d'auto sacramental marià en català del segle xvii, les anteriors són les de Joan Timoneda del segle xvi. Temàticament tracta de l'absència de pecat original en la concepció de Maria.
Es conserva sense començament ni final. Se'n conserven 732 versos dels 900 versos que es calcula que tenia en total. Hi figuren deu personatges, que són Maria, Placer, Naturalesa, Sabiduria, Amor, Mercúrio, Gràcia, Culpa i dos àngels. Al·legòrica i d'influència calderoniana és una peça de gran ambició literària, amb retòrica cultista i exigència teològica. El 1998 els dos plecs manuscrits de vuit pàgines cadascun els conservava el llibreter Lluís vila de Vic.
L'autor pertanyia al català oriental i devia ser de les congregacions marianes fundades pels jesuïtes. Probablement la peça es va representar dalt d'un carro durant una processó organitzada pel col·legi de Betlem de Barcelona, el 13 de maig de 1662, per celebrar una declaració del papa Alexandre VII favorable al dogma de la immaculada concepció.